# José Benito de Azcuénaga
José Benito de Azcuénaga fue un militar oriundo de Buenos Aires que combatió en las filas realistas durante la guerra de independencia.

## Biografía
José Benito de Azcuénaga nació en Buenos Aires el 21 de marzo de 1793. Era hijo de Domingo de Azcuénaga y Basavilbaso (1758-1821), hermano del miembros de la Primera Junta Miguel de Azcuénaga, comerciante, regidor, doctor en leyes y poeta, considerado como el primer fabulista argentino colaboró en el "Telégrafo Mercantil" y fundó la "Sociedad Literaria del Plata".
Su madre era Clara Isabel Núñez Chavarría (1771-?), hija de Pedro Núñez y Alonso, escribano del cabildo, y de Isabel de Chavarría y del Castillo.
Comenzó sus estudios en el Colegio Real de San Carlos pero decidió seguir la carrera de las armas. Tras la Revolución de Mayo pasó a la ciudad de Montevideo. Sus padres eran realistas, especialmente su madre, quien llegó a ocultar más de cien oficiales y soldados españoles prófugos del campo de detención de Las Bruscas y otros centros.

### Combate de Martín García

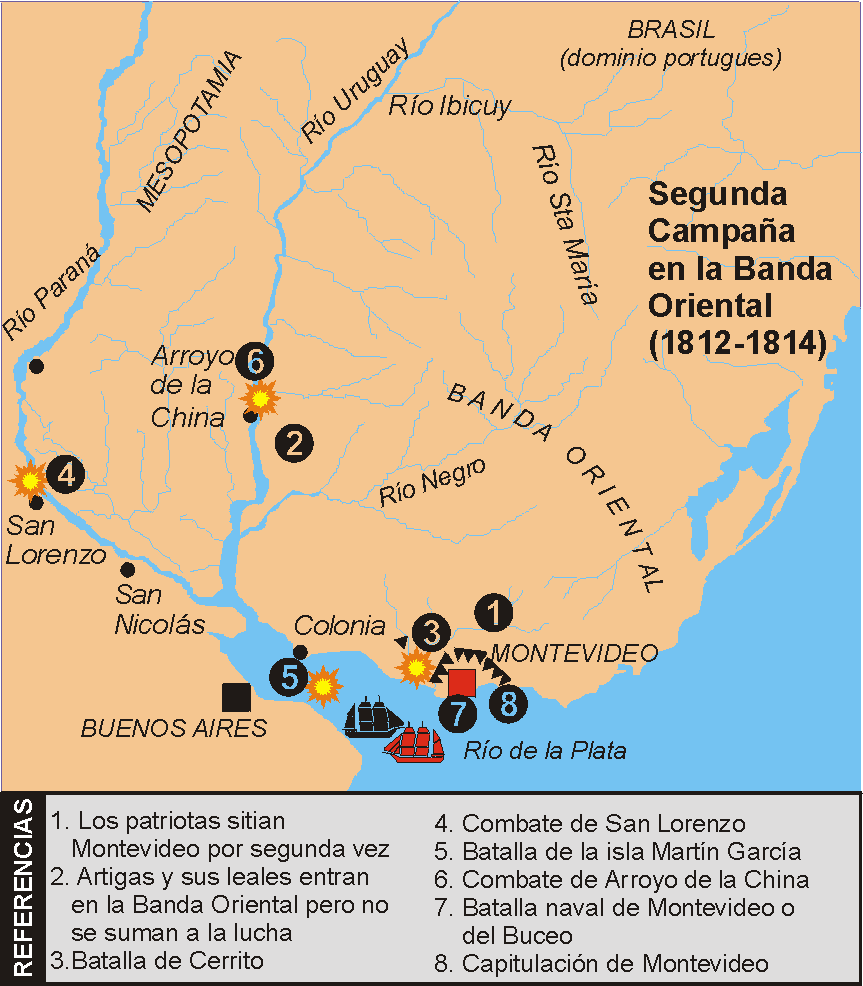

Para 1814 la situación en el frente del Río de la Plata estaba estancada. 
La plaza de Montevideo se encontraba sitiada desde el 20 de octubre de 1812. Mantenían el dominio del mar y podían recibir esporádicos auxilios de España o del Virreinato del Perú y efectuar incursiones de hostigamiento y aprovisionamiento a las riberas de los ríos Paraná y Uruguay, incluso bloquear y bombardear Buenos Aires, pero los recursos eran insuficientes. La dotación de la plaza había aumentado enormemente y llegado a duplicar el número de sus sitiadores, pero el hambre y las enfermedades (principalmente el escorbuto) impedían tomar ventaja de ello.
Por su lado, la situación de los sitiadores no era mejor. Carecía de escuadra después de la derrota en el Combate de San Nicolás, las violentas disensiones entre las fuerzas de Buenos Aires y las milicias al mando de las fuerzas de José Gervasio Artigas desembocarían en el retiro de este último y finalmente en la guerra civil, la situación fiscal era desesperante, Manuel Belgrano retrocedía sobre la línea de La Quiaca tras las derrotas en Vilcapugio y Ayohuma, mientras Chile era invadido por las tropas de Lima y presa de conflictos internos se encaminaba al desastre de Rancagua.

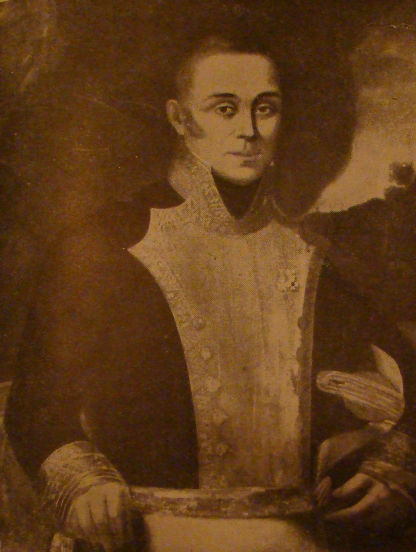
Jacinto de Romarate Salamanca.

Mientras en Buenos Aires el nuevo miembro del Segundo Triunvirato Juan Larrea con el auxilio de Guillermo Pío White organizaban con rapidez una nueva escuadra, el gobernador de Montevideo Gaspar de Vigodet y el Comandante del Apostadero de Montevideo, Miguel de la Sierra, disponían la salida de la flota al mando del capitán de fragata Jacinto de Romarate con el objeto de reforzar la defensa de la Isla de Martín García e interrumpir los trabajos de la nueva escuadra rebelde.

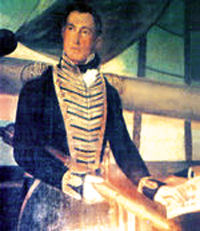
Brown (óleo de F.Goulu, 1825).

Las fuerzas de infantería estaban al mando del entonces alférez del Regimiento Fijo José Benito de Azcuénaga, quien revistaría como comandante de la guarnición. El objetivo al reforzar la isla, llave de los ríos interiores, era impedir nuevas operaciones como el asalto efectuado en 1813 por José Caparrós y recibir a los soldados enfermos de Montevideo, de manera de aliviar la situación de la plaza.
Romarate tuvo pronto noticias de que era tarde para impedir la formación de la flota, completada en sólo dos meses. El 10 de marzo de 1814 la escuadra las Provincias Unidas del Río de la Plata al mando del entonces teniente coronel Guillermo Brown tomó la iniciativa y atacó a la flota realista. 
En la primera acción de la Campaña Naval de 1814, el combate naval de Martín García, la nave capitana revolucionaria, la Fragata Hércules varó y quedó expuesta por horas a un fuego devastador de sus adversarios apoyados por baterías en tierra al mando de Azcuénaga. Resultaron vencedores los realistas, sufriendo los atacantes numerosas pérdidas, hasta el punto que Romarate juzgaba que dadas las pérdidas sufridas, apenas estuviera en condiciones la flota patriota pondría rumbo a Buenos Aires, por lo que solicitó a su comandancia urgentes refuerzos para aniquilarla antes de que se refugiaran en puerto, suponiendo ya estarían movilizadas las fuerzas de Montevideo:

"Si V.S. ha echado fuera de ese puerto, como creo, a la Mercurio, Paloma, queche Hiena y Cisne, y se hallan sobre Islas de Hornos o Valizas, son perdidas las fuerzas de Buenos Aires, y sino, será muy dolorosa su falta en esta ocasión tan crítica."
Parte de Romarate, Carranza, obra citada.

José Benito de Azcuénaga, coincidía con Romarate: "...creo que han quedado escarmentados para no volver a insultar otra vez las fuerzas nacionales.", afirmaba en su parte del 11 de marzo a la Comandancia

A la espera de refuerzos, Romarate desembarcó dos cañones al mando del alférez de fragata y primer piloto Francisco Paloma para reforzar las fuerzas de tierra y su fuego cruzado contra los enemigos "si acaso vuelven". Pero Brown regresó. Al no tener posibilidades en un combate naval, el comandante argentino cambió su estrategia: con los escasos refuerzos recibidos mantenía una fuerza de infantería ligeramente superior a la guarnición de la isla. Si conseguía atacar por sorpresa y con suficiente rapidez para evitar que Romarate desembarcara sus tropas y desnivelara el combate era factible tomar la plaza.
A las noche del día 14 la escuadra fondeó sigilosamente a media milla al sudeste frente al fondeadero llamado Puerto Viejo y a las 02:30 del 15 desembarcaron en 20 minutos y por orden de divisiones 240 hombres al mando del teniente Pedro Oroná. Asegurado el desembarco, Brown llevó la escuadra en dirección a los buques realistas para simular un ataque como distracción del esfuerzo principal.
El avance sobre la plaza iniciado a las 4 de la mañana fue detectado y al subir el cerro para acceder al puerto recibieron el fuego de las fuerzas de Azcuénaga. En el momento en que la defensa se apercibió del ataque, la flota de Brown inició un cañoneo como distracción desde el oeste sobre la escuadra realista.

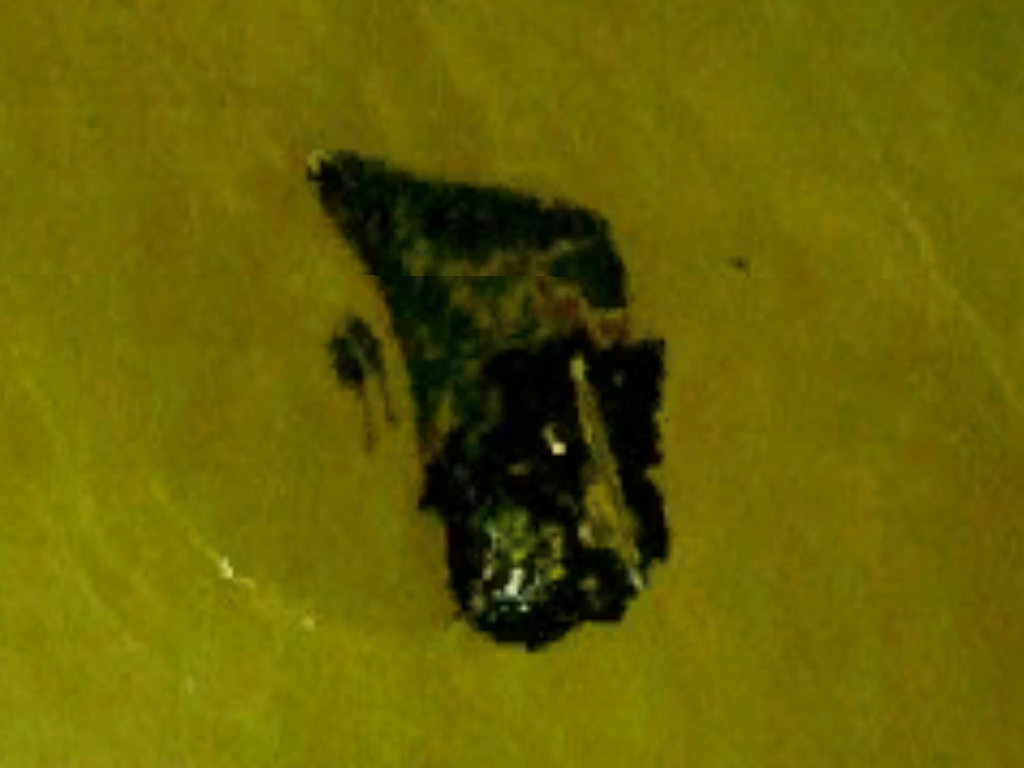
Imagen satelital de Martín García.

El ataque, efectuado bajo el fuego enemigo y a la carrera por camino fragoso y ascendente, se detuvo brevemente. En ese momento crítico se ordenó al pífano y al tambor tocar la marcha Saint Patrick’s Day in the Morning ("En la Mañana de San Patricio"). El avance de las tropas se renovó con gran empuje siendo el fuerte atacado a bayoneta calada. Los españoles se vieron sobrepasados y se rindieron tras veinte minutos de combate, con lo que el Teniente Jones de la Céfiro capturó la batería volante, volteó los cañones contra los navíos realistas e izó la insignia de las Provincias Unidas en la isla.
Muchos de los defensores, al igual que la mayoría de los pobladores, pudieron refugiarse en los barcos, sólo algunos fueron copados en una balandra que no tuvo tiempo de huir pese a la protección de los fuegos de la escuadra: "...en ella se encontraron algunos soldados enemigos los que hicieron una dura resistencia hasta que fueron pasados a deguello".
Los realistas tuvieron 10 muertos, 7 heridos y 50 prisioneros (9 de tropa, 21 de milicias y 20 de Morenos). Las bajas de los atacantes consistieron en tres soldados muertos y cinco heridos. Fueron heridos levemente también el comandante de la fuerza, teniente Pedro Oroná y el subteniente de milicias Pedro Aguilar. Los habitantes, al igual que los restantes miembros de la guarnición consiguieron embarcar en la flota. 
Romarate, careciendo de la pólvora y munición solicitada debió mantenerse al margen como testigo de la victoria de sus adversarios y limitarse a cubrir la retirada de los buques con los sobrevivientes de la guarnición.
La victoria de Brown dividió las fuerzas enemigas, aseguró para las Provincias Unidas el control del acceso a los ríos interiores y posibilitó su posterior e inmediato avance sobre Montevideo y con ello, tras la decisiva victoria en el Combate naval del Buceo, cerrar por mar el bloqueo al que esa ciudad era sometida por tierra, forzando finalmente así su rendición.
Azcuénaga se retiró con Romarate. Por su comportamiento fue ascendido a teniente. Prisionero tras la rendición del comandante español, tras su liberación se radicó en España, donde alcanzó el grado de Coronel de los Reales Ejércitos.